# Relações entre Argélia e Turquia
As relações Argélia-Turquia são relações estrangeiras entre a Argélia e a Turquia. A Argélia tem uma embaixada em Ancara e um consulado geral em Istambul. A Turquia tem uma embaixada em Argel . Ambos os países são membros plenos da União para o Mediterrâneo.

## História
A partir do século XVI até 1830, o norte da Argélia fazia parte do Império Otomano, então conhecido como Argélia Otomana. Argel era um dos eialetes otomanos e desfrutou de um grau significativo de autonomia política.
Em 2017, um dos símbolos da amizade de 500 anos entre a Turquia e a Argélia, a Mesquita Ketchaoua, em Argel, foi restaurada com fundos turcos. O restauro foi um dos projetos relacionados com o "Acordo de Amizade e Cooperação" assinado durante a visita do Primeiro Ministro da Turquia Recep Tayyip Erdoğan à Argélia em 2006.
A história tem estado no centro dos discursos das autoridades dos dois lados sobre as relações Argélia-Turquia. O Ministério dos Negócios Estrangeiros (Turquia) descreve-a como: "A Turquia e a Argélia partilham uma história comum, bem como laços culturais e fraternos profundamente arraigados". Para consolidar as relações entre os dois países, foi organizado em 2017 um simpósio cultural e histórico. Durante o encontro, o Ministro da Cultura da Argélia, Azzedine Mihoubi, disse: "Precisamos aumentar o número de tais atividades em nossa história comum e examinar mais a nossa história que pertence ao período otomano".

## Relações modernas
Nas votações sobre a independência da Argélia na ONU, a Turquia votou pela primeira vez desfavoravelmente (1955) e depois se absteve (1958). A principal razão para isso foi o objetivo da Turquia de se aproximar da França e favorecer a independência da Argélia afetaria negativamente as relações entre a França e a Turquia. No entanto, esta decisão do governo turco foi posteriormente criticada como focada apenas no curto-prazo e prejudicou as relações bilaterais.
O primeiro passo para restaurar a situação foi tomado pelo então primeiro-ministro da Turquia, Turgut Özal. Ele visitou a Argélia em 1985 e se desculpou explicitamente pela votação desfavorável da Turquia. No ano seguinte, o primeiro-ministro argelino, Abdelhamid Brahimi, fez uma visita (a primeira visita oficial argelina à Turquia) e assinou um acordo de comércio de petróleo com a Turquia.
Em 1999, o presidente turco Süleyman Demirel declarou que as conotações negativas do voto de abstenção da Turquia em 1958 foram totalmente apagadas. O presidente da Argélia, Abdelaziz Bouteflika, visitou a Turquia em 2005. As visitas mútuas têm sido momentos decisivos para fortalecer as relações bilaterais, bem como para reviver a amizade entre os países.
A Argélia é um parceiro para a Turquia com crescente importância na África e considerado um parceiro importante no mundo islâmico para a Turquia. Enquanto isso, a Argélia é um parceiro próximo do Irã. De fato, a Argélia foi um dos países que se absteve de votar em um projeto de resolução da ONU de 2012 condenando as violações dos direitos humanos pelo regime de Assad, que este é apoiado pelo Irã. Autoridades iranianas também já haviam sublinhado que o Irã e a Argélia têm a capacidade de criar uma nova ordem mundial.
Consciente desta situação, a Turquia parece determinada a não deixar os seus potenciais parceiros africanos nas mãos de potências regionais e globais rivais. Por exemplo, em 2013, o primeiro-ministro da Turquia, Recep Tayyip Erdoğan, visitou a Argélia e encontrou-se com o presidente argelino, Abdelaziz Bouteflika, em Argel . Crescentes cooperações, tanto econômicas, políticas e de segurança, foram propostas.

### Economia
"Vemos a Argélia como uma ilha de estabilidade política e econômica na região. Nosso primeiro parceiro comercial na África é a Argélia ", disse o presidente turco Erdoğan e acrescentou: "Portanto, cerca de mil empresas turcas estão na Argélia mantendo negócios com um volume de investimento de 3,5 bilhões de dólares."  A Argélia é 23º maior mercado de exportação da Turquia e o 25º maior fornecedor de importações de bens com um volume de comércio total de 4,5 bilhões, enquanto que a Turquia é 6º maior parceiro econômico da Argélia. O bem mais exportado da Argélia para a Turquia são os hidrocarbonetos de petróleo e o gás natural. A Argélia importa mais material de construção da Turquia. A Argélia é o 4º maior fornecedor de gás natural da Turquia, com 8% da participação.

### Segurança
Em 2003, ministros turco-argelinos assinaram um memorando de segurança contra o narcotráfico, o tráfico de pessoas e os crimes organizados. Ambos os lados descrevem o terrorismo como um grande problema e discutem a união das lutas contra esses grupos e organizações. Em outubro do mesmo ano, um acordo de cooperação militar foi estruturado. O acordo incluía cláusulas como transferência de tecnologia, exercícios militares comuns e troca de informações militares.
A Turquia, como membro da OTAN, desempenha um papel significativo nas relações de degelo entre o grupo e a Argélia, devido à importância da Argélia para a segurança regional da África e do MENA. A Turquia também está se tornando cada vez mais um importante exportador de armas para a Argélia e a cooperação militar entre os dois países também está crescendo, dando o status de Forças Armadas Nacionais Algerianas como uma das forças armadas árabes bem treinadas, fortalecidas pela batalha e profissionais.

## Visitas de Estado
Da Argélia à Turquia:
| datas                      | Chefe de Estado                      | Ref. |
| -------------------------- | ------------------------------------ | ---- |
| Abril de 1986              | Primeiro Ministro Abdelhamid Brahimi |      |
| 2 a 4 de fevereiro de 2005 | Presidente Abdelaziz Bouteflika      |      |

Da Turquia para a Argélia:
| datas                        | Chefe de Estado                        | Ref. |
| ---------------------------- | -------------------------------------- | ---- |
| 4 a 6 de fevereiro de 1985   | Primeiro Ministro Turgut Özal          |      |
| 17 a 20 de janeiro de 1988   | Presidente Kenan Evren                 |      |
| 25 a 26 de janeiro de 1999   | Presidente Süleyman Demirel            |      |
| 22 a 23 de maio de 2006      | Primeiro Ministro Recep Tayyip Erdoğan |      |
| 4 a 5 de junho de 2013       | Primeiro Ministro Recep Tayyip Erdoğan |      |
| 19 a 20 de novembro de 2014  | Presidente Recep Tayyip Erdoğan        |      |
| 26 a 27 de fevereiro de 2018 | Presidente Recep Tayyip Erdoğan        |      |